# Fjerritslev (parochie)
Fjerritslev (tot 2010 Fjerritslev Kirkedistrikt) was een parochie van de Deense Volkskerk in de Deense gemeente Jammerbugt. De parochie maakte deel uit van het bisdom Aalborg en telde 3520 kerkleden op een bevolking van 3520 (2004).
Fjerritslev werd in 1907 een kirkedistrikt binnen de parochie Kollerup. Daarmee was het gebied tot 1970 deel van Vester Han Herred. In dat jaar werd het opgenomen in de nieuwe gemeente Fjerritslev. Deze ging in 2007 op in de fusiegemeente Jammerbugt. 
Bij de afschaffing van de kirkedistrikter in 2010 werd Fjerritslev een zelfstandige parochie. In 2012 werd Kollerup samengevoegd met Fjerritslev tot de nieuwe parochie Kollerup-Fjerritslev.
De eigen kerk in Fjerritslev kwam gereed in 1907.  
Aaby · Alstrup · Bejstrup · Biersted · Brovst · Fjerritslev · Gjøl · Gøttrup · Haverslev · Hjortdal · Hune · Ingstrup · Jetsmark · Kettrup · Klim · Koldmose · Kollerup · Langeslund · Lerup · Øland · Øster Svenstrup · Saltum · Skræm · Torslev · Tranum · Vedsted · Vester Hjermitslev · Vester Torup · Vust